# La Danse de l'Albatros
Pour plus de détails, voir Fiche technique et Distribution.
La Danse de l'Albatros est un téléfilm français réalisé par Nathan Miller et diffusé pour la première fois le 12 juin 2012 sur France 3 et rediffusé le 27 mai 2014 toujours sur France 3.

## Synopsis
Thierry, ornithologue, spécialiste des espèces en voie de disparition. Sa très sérieuse liaison avec Judith Condé, de trente ans sa cadette, déclenche une véritable tempête affective sur ses semblables. Peu à peu, cette relation fait imploser son cercle intime, composé de sa sœur, son beau-frère et son meilleur ami. En effet, voir ce sexagénaire aussi épanoui, aux côtés d'une jeune femme follement amoureuse, perturbe profondément les proches de Thierry. Ce couple les renvoie à leur propre vieillissement, mais aussi à leurs angoisses les plus enfouies. Thierry en vient à son tour à traverser une véritable crise existentielle

## Fiche technique
- Réalisation : Nathan Miller
- Scénario : Gabriel Julien-Laferrière et Gérald Sibleyras d'après sa pièce éponyme (2006)
- Image : Marie Spencer
- Montage : Morgan Spacagna
- Musique : Lily Margot
- Production : Jean-Louis Livi et Marie-Hélène Pages
- Pays :  France
- Durée : 90 minutes
- Date de diffusion : 12 juin 2012

## Distribution
- Pierre Arditi : Thierry
- Stéphanie Crayencour : Judith Condé, la jeune compagne de Thierry
- Caroline Sihol : Françoise, la sœur de Thierry
- Hervé Pierre : Philippe, le beau-frère de Thierry
- Hubert Saint-Macary : Gilles, le meilleur ami de Thierry
- Christine Citti : Laurence, l'ex-compagne de Thierry
- Christian Gazio : un collègue de Thierry
- Yves Jacques : Jacques, l'éditeur de Judith
- Ivan Herbez : L'ami

## Récompense
- 2012 : Meilleure interprétation masculine au Festival du film de télévision de Luchon pour Hubert Saint-Macary